# Yara Sabri
 (décembre 2020).
Si vous disposez d'ouvrages ou d'articles de référence ou si vous connaissez des sites web de qualité traitant du thème abordé ici, merci de compléter l'article en donnant les références utiles à sa vérifiabilité et en les liant à la section « Notes et références ».
Pour les articles homonymes, voir Sabri.
Yara Sabri (en arabe : يارا صبري ; née le 3 mars 1971 à Damas) est une actrice et réalisatrice syrienne.

## Biographie
Née au sein d'une famille du cinéma syrien où l'on trouve Thanaa Debsi et Salim Sabri (ses parents) et Thara Debsi et Maher Salibi (sa tante et son mari), elle commence sa carrière cinématographique en 1989. Elle devient très connue au moment du lancement de sa série Shajrat al-Naarnuj (شجرة النارنج) et a ensuite réalisé plusieurs autres œuvres qui l'ont rendue célèbre en Syrie, au Liban et en Jordanie.

### L'écriture
Yara Sabri a eu grâce à Shajrat al-Naarnuj une expérience considérable dans l'écriture d'un scénario. En 2009, elle est celle qui écrit le scénario de Qulub Saghira (قلوب صغيرة), série dramatique remportant un vif succès. Puis, avec son amie réalisatrice Rima Flihan, elle se lance dans la réalisation de Qioud Rawh (قيود روح).

## Filmographie
(janvier 2019).

### Télévision
- 2004 : Al-taghriba al-falistinia (التغريبة الفلسطينية)

### Cinéma
- شجرة النارنج. Shajrat al-Naarnuj
- العروس. Al-3arus
- خان الحرير Khan Al-Harir
- الجذور لا تموت. Al-Hadhur la tamut
- أشياء تشبه الفرح. Ashya tashba al-fra7
- منافسة شريفة - سهرة تلفزيونية. Manafsat sharifa - Sahrat talghazyounya
- القيد. Al-qaid
- أيام الغضب. Ayam al-ghadub
- باب الحديد. Bab al-7adid
- أمانة في أعناقكم. Amana a3naqakum
- الثريا. Al-thria
- الجمل. Al-Camal
- جلد الأفعى. Jalaad alaf3a
- الحقد الأبيض. Al-7aqid alabid
- ازهار الشتاء. Azahar ash-shta
- حي المزار. a7ai al-mazar
- الفوارس. Al-fawaras
- الفصول الأربعة - أكثر من جزء. Al-fisul alazba3a - Akthar man jaza
- نوار. Nawar
- عندما يموت الحب. Andama yamut al-7ubb
- البحث عن المستحيل. Al-ba7t 3an al-masta7il
- سحر الشرق. Sa7r ash-shariq
- قطار المسافات القصيرة. Qatar al-masafat al-qasira
- البيوت أسرار. Al-biout asrar
- أيامنا الحلوة. Ayamna al-7ulwa
- حروف يكتبها المطر. A7ruf yaktabiha al-matar
- ذكريات الزمن القادم. Dhakriat az-zaman al-qadim
- عالمكشوف. a3almakshuf
- حكاية خريف. A7kayat kharif
- فسحة سماوية. Fas7at samawia
- أحقاد خفية. A7qad khafia
- بكرا أحلى. Bokra a7la
- عصي الدمع. A3si ad-dima3
- حكايا الليل والنهار. a7kaya al-lail w-al-nuhar
- أهل الغرام. Ahal al-gharam
- الانتظار. Alantazar
- لامزيد من الدموع. Lamzid man al-damu3
- أشياء تشبه الحب. Ashya' tashba al-7ubb
- ممرات ضيقة. Mamrat diqa
- سيرة الحب. Sairat al-7ubb
- على حافة الهاوية. a3ala 7afat al-hawyya
- الحصرم الشامي. Al-7asram ash-shami
- اولاد القيمرية. Awlad al-qimrya
- رفيف و عكرمة. Rafif w-3akrama
- أهل الراية. Ahal ar-raya
- قلوب صغيرة. Qalub saghira
- تخت شرقي. Takhat sharfi
- قيود روح. Qioud raw7
- جلسات نسائية. Jalsat nasayya
- ظلال النساء المنسيات Zalal al-nasa' al-mansiat (court métrage)

## Distinctions
Yara Sabri a gagné en 2004 le prix Adonia comme meilleure actrice pour son rôle dans la série Al-taghriba al-filastina. Six ans plus tard, en 2010, elle reçoit le même prix pour son rôle dans Takht sharifi.